# Ron Spanuth
Ron Spanuth (né le 25 mars 1980) est un ancien fondeur allemand.

## Palmarès

### Championnats du monde
- Championnats du monde 2011 à Lahti  Finlande:
  -  Médaille de bronze en relais 4 × 10 km.

### Coupe du monde
- Meilleur classement général : 61e en 2001.
- Meilleur résultat : 4e.

### Championnats du monde junior
- Médaille d'or du 10 km libre en 2000.